# Huaiqun
Huaiqun (kinesiska: 怀群镇, 怀群) är en köping i Kina. Den ligger i den autonoma regionen Guangxi, i den södra delen av landet, omkring 230 kilometer norr om regionhuvudstaden Nanning. Antalet invånare är 17274. Befolkningen består av 8 483 kvinnor och 8 791 män. Barn under 15 år utgör 18,0 %, vuxna 15-64 år 69 %, och äldre över 65 år 12,0 %.
Genomsnittlig årsnederbörd är 2 025 millimeter. Den regnigaste månaden är juni, med i genomsnitt 383 mm nederbörd, och den torraste är februari, med 51 mm nederbörd.